# 江桂斌

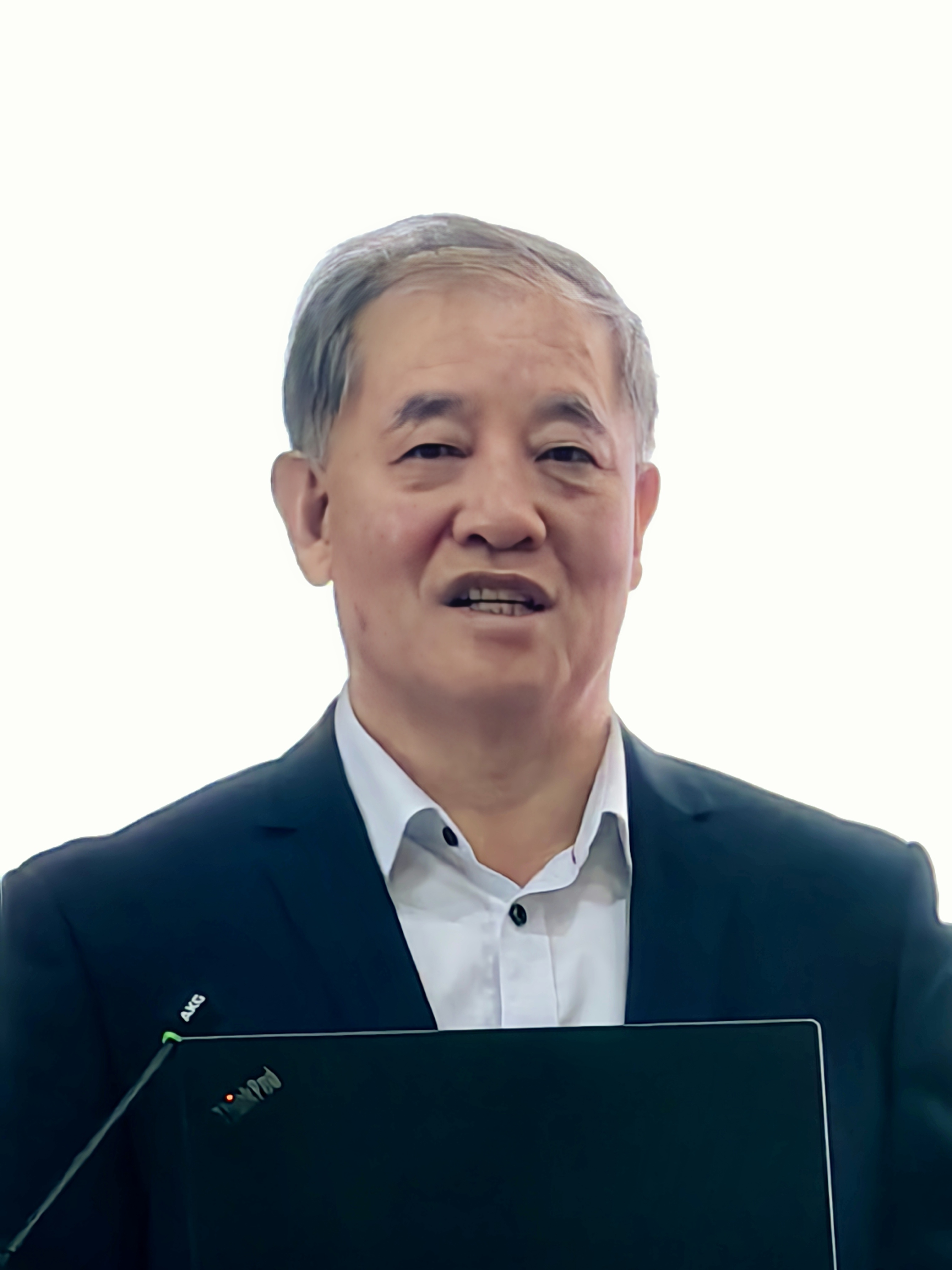
江桂斌在珞珈讲坛

江桂斌（1957年9月—），男，山东莱阳人，中国分析化学、环境化学家。中国科学院生态环境研究中心研究员，中国科学院院士。现任环境化学与生态毒理学国家重点实验室主任。

## 生平
1982年毕业于山东大学化学系，1987年、1991年先后获中国科学院生态环境研究中心硕士、博士学位。2009年当选中国科学院院士。2018年1月，当选第十三届全国政协委员。

## 社会兼职
美国化学会ES&T杂志副主编、《环境化学》主编、《科学通报》执行副主编。